# Théodore Lissignol
Théodore Lissignol, né à Carouge le 25 janvier 1820 et mort à Paris le 29 mars 1886, est un géomètre et une personnalité politique genevoise.

## Biographie
Député radical puis indépendant au Grand Conseil de 1850 à 1852, il est ensuite élu au Conseil des États de 1854 à 1855,. 
Il fait de la ville de Genève sa légataire universelle, instituant un fonds destiné à soutenir les beaux-arts. Une rue porte son nom dans le quartier Saint-Gervais à Genève.